# Simon Ádám
Simon Ádám (Salgótarján, 1990. március 30. –) magyar labdarúgó, középpályás. Simon tagja volt az egyiptomi 2009-es U20-as labdarúgó-világbajnokság U20-as magyar labdarúgó-válogatott keretének, amely bronzérmes lett. A Szeged-Csanád Grosics Akadémia játékosa.

## Pályafutása
Simon Ádám a Salgó Öblös Faipar SC-ben kezdte a labdarúgást. Simon a Salgótarjáni BTC-ből került 2004-ben az MTK csapatához. A felnőtt csapatban nem kapott játéklehetőséget. 2008 telén igazolt a Szombathelyi Haladás csapatába .
2008 november 15-én mutatkozott be a Szombathelyi Haladás felnőtt csapatában a Zalaegerszeg ellen csereként. Ezenkívül pályára lépett még a Nyíregyháza elleni bajnokin is.

### Az MTK-ban
Simon kölcsönben a budapesti MTK csapatánál.
2017. február 14-én a Videoton a saját honlapján jelentette be, hogy tavasszal kölcsönben játszik a Gyirmót csapatánál.

### A Gyirmótban
Tíz bajnoki mérkőzésen lépett pályára a végül kieső Gyirmótban, majd 2017 nyarán visszatért a Haladáshoz.

### A Haladásban
A 2017–18-as idény első hét fordulójában pályára lépett a vasi együttesben, de 2017. augusztus 31-én közös megegyezéssel felbontotta a szerződését.

### A Paksban
2017. szeptember 5-én a Paksi FC csapatával hároméves szerződést írt alá.
Szeptember 30-án Felcsúton, a Puskás Akadémia vendégeként 62. percben megszerezte első gólját az új klubjában és ezzel a Paksiaknak a vezetést, melyet végül 2–1-re megnyertek.

### Szeged-Csanád Grosics Akadémia
2020 nyarán a másodosztályú Szeged-Csanád Grosics Akadémia játékosa lett.

### A válogatottban
Az ifjú tehetség minden korosztályos válogatottban a meghatározó emberek közé számított. Az U19-es válogatottban Ciprus válogatottja ellen azonban súlyosan megsérült. Hosszú szerencsétlen gyógyulás után Simon Ádám tagja lett az egyiptomi 2009-es U20-as labdarúgó-világbajnokság U20-as magyar labdarúgó-válogatott keretének, amely bronzérmes lett.
Felnőtt válogatott címeres mezében is bemutatkozott 2014. november 18-n az Oroszország elleni szezonzáró mérkőzésen.

## Sikerei, díjai
- 2009-es U20-as labdarúgó-világbajnokság - (Egyiptom): bronzérmes

## Statisztika

### Mérkőzései a válogatottban
| Magyarország | Magyarország       | Magyarország                | Magyarország | Magyarország | Magyarország | Magyarország | Magyarország | Magyarország |
| #            | Dátum              | Helyszín                    | Hazai        | Eredmény     | Vendég       | Kiírás       | Gólok        | Esemény      |
| ------------ | ------------------ | --------------------------- | ------------ | ------------ | ------------ | ------------ | ------------ | ------------ |
| 1.           | 2014. november 18. | Budapest, Groupama Aréna    | Magyarország | 1 – 2        | Oroszország  | barátságos   | -            | a szünetben  |
| 2.           | 2015. június 5.    | Debrecen, Nagyerdei stadion | Magyarország | 4 – 0        | Litvánia     | barátságos   | -            |              |
| 3.           | 2015. június 13.   | Helsinki, Olimpiai Stadion  | Finnország   | 0 – 1        | Magyarország | Eb-selejtező | -            | 88'          |
|              | Összesen           |                             |              | 3            | mérkőzés     |              | 0            | gól          |